# Alice Treff
Alice Martha Treff, född 4 juni 1906 i Berlin, Kejsardömet Tyskland, död 8 februari 2003 i samma stad, var en tysk skådespelare. Treff var utbildad vid Max Reinhardts teaterskola. Hon filmdebuterade 1932 i Peter Voss, der Millionendieb. Sina sista filmroller gjorde hon 2001. Hon hade då medverkat i fler än 170 filmer och TV-produktioner.

## Filmografi, urval
- 1933 – Prins Galenpanna
- 1936 – Irene min dotter
- 1937 – Även i tider som dessa
- 1947 – Autostrada
- 1948 – Gatubekantskap
- 1949 – Flickor bakom galler
- 1951 – Förvildad ungdom
- 1952 – Dansande stjärnor
- 1954 – Spionchefen Canaris
- 1955 – Barn, mödrar och en general
- 1955 – Sommarflickan
- 1956 – Hon glömde honom aldrig
- 1957 – Svindlaren Felix Krull
- 1957 – Mer vild än tam
- 1958 – Tid att älska, dags att dö
- 1959 – Knallhård ungdom
- 1978 – Rheingold
- 2001 – Leo und Claire